# Thú có túi
Thú có túi là bất kỳ thành viên nào của phân thứ lớp thú Marsupialia. Tất cả các loài thú có túi còn tồn tại đều là loài đặc hữu của Australasia và châu Mỹ. Một đặc điểm chung của hầu hết các loài này là con non được đựng trong một cái túi. Các loài thú có túi nổi tiếng bao gồm kangaroo, chuột túi wallaby, koala, opossum, gấu túi mũi trần, quỷ Tasmania và chó sói Tasmania đã tuyệt chủng. Một số loài thú có túi ít được biết đến là dunnart, potoroo và cuscus.
Thú có túi đại diện cho nhánh có nguồn gốc từ tổ tiên chung gần nhất của các loài phân lớp Metatheria còn tồn tại. Giống như các loài động vật có vú khác trong Metatheria, chúng sinh ra những con non tương đối chưa phát triển thường trú ngụ trong một cái túi nằm trên bụng mẹ trong một khoảng thời gian nhất định. Gần 70% trong tổng số 334 loài còn tồn tại ở lục địa Úc (đất liền, Tasmania, New Guinea và các đảo lân cận). 30% còn lại được tìm thấy ở châu Mỹ - chủ yếu ở Nam Mỹ, 13 ở Trung Mỹ và một ở Bắc Mỹ, phía bắc Mexico.
Từ marsupial có nguồn gốc từ marsupium, thuật ngữ kỹ thuật cho túi bụng. Nó được vay mượn từ tiếng Latinh và cuối cùng là từ tiếng Hy Lạp cổ μάρσιππος mársippos, có nghĩa là "túi". Thú có túi thường sinh sống trên cạn, chủ yếu là trên cây.

## Phân loại học
Thú có túi được xác định về mặt phân loại là các thành viên của phân thứ lớp thú Marsupialia, lần đầu tiên được mô tả như một họ trong bộ Pollicata bởi nhà động vật học người Đức Johann Karl Wilhelm Illiger trong tác phẩm năm 1811 Prodromus Systematis Mammalium et Avium của ông. Tuy nhiên, James Rennie, tác giả cuốn Lịch sử tự nhiên của khỉ, Opossum và Vượn Cáo (1838), chỉ ra rằng vị trí của năm nhóm động vật có vú khác nhau - khỉ, vượn cáo, tarsier, khỉ Aye-aye và thú có túi (ngoại trừ kangaroo, được đặt trong bộ Salientia) - trong một bộ (Pollicata) dường như không có sự biện minh mạnh mẽ. Năm 1816, nhà động vật học người Pháp George Cuvier đã tuyên bố tất cả các loài thú có túi thuộc bộ Marsupialia. Năm 1997, nhà nghiên cứu J. A. W. Kirsch và những người khác đã xếp hạng phân thứ lớp cho Marsupialia. Có hai phân loại chính: thú có túi châu Mỹ (Ameridelphia) và thú có túi Úc (Australidelphia).

### Phân loại
Marsupialia được chia như sau:
† – Tuyệt chủng
- - Liên bộ Ameridelphia
    - Bộ Didelphimorphia (108 loài)
      - Họ Didelphidae: opossum

    - Bộ Paucituberculata (7 loài)
      - Họ Caenolestidae: opossum chuột chù

  - Liên bộ Australidelphia
    - Bộ Microbiotheria (1 loài)
      - Họ Microbiotheriidae: monito del monte

    - Bộ †Yalkaparidontia (incertae sedis)
    - Bộ Dasyuromorphia (75 loài)
      - Họ †Thylacinidae: chó sói Tasmania
      - Họ Dasyuridae: antechinus, mèo túi, dunnart, quỷ Tasmania, và họ hàng
      - Họ Myrmecobiidae: numbat

    - Bộ Notoryctemorphia (2 loài)
      - Họ Notoryctidae: chuột chũi có túi

    - Bộ Peramelemorphia (24 loài)
      - Họ Thylacomyidae: chuột đất
      - Họ †Chaeropodidae:bvàicoot chân lợn
      - Họ Peramelidae: bvàicoot và đồng minh

    - Bộ Diprotodontia (137 loài)
      - Phân bộ Vombatiformes
        - Họ Vombatidae: gấu túi mũi trần
        - Họ Phascolarctidae: koala
        - Họ †Diprotodontidae: gấu túi mũi trần khổng lồ
        - Họ †Palorchestidae: lợn vòi có túi
        - Họ †Thylacoleonidae: sư tử có túi

      - Phân bộ Phalangeriformes
        - Họ Acrobatidae: thú lượn đuôi lông và possum đuôi lông
        - Họ Burramyidae: possum lùn
        - Họ †Ektopodontidae: possum ma
        - Họ Petauridae: possum sọc, possum Leadbeater, thứ lượn bụng vàng, thú lượn đường, thú lượn hoa tâm, thú lượn sóc
        - Họ Phalangeridae: possum đuôi cọ và cuscus
        - Họ Pseudocheiridae: possum đuôi vòng và họ hàng
        - Họ Tarsipedidae: possum mật ong

      - Phân bộ Macropodiformes
        - Họ Macropodidae: kangaroo, chuột túi Wallaby, và họ hàng
        - Họ Potoroidae: potoroo, kangaroo chuột, chuột cống túi
        - Họ Hypsiprymnodontidae: chuột kangaroo Musky
        - Họ †Balbaridae: kangaroo bốn chân cơ bản

## Sinh sản
Con non được sinh ra rất sớm so với các loài động vật có vú khác, như vậy thú có túi mẹ không cần phát triển hệ thống phức tạp nhau thai, màng ối, dạ con... để bảo vệ con non trong cơ thể mình. Thú có túi non thực sự rất nhỏ bé so với môi trường rộng lớn và nguy hiểm ngoài cơ thể mẹ, nhưng điều này lại làm giảm bớt nguy cơ khi thú có túi mẹ không cần phải mang thai dài ngày. Do con non phải leo lên chỗ núm vú của mẹ nó, nên chi trước của chúng được phát triển nhanh hơn các bộ phận khác trên cơ thể lúc mới sinh.

## Hình ảnh

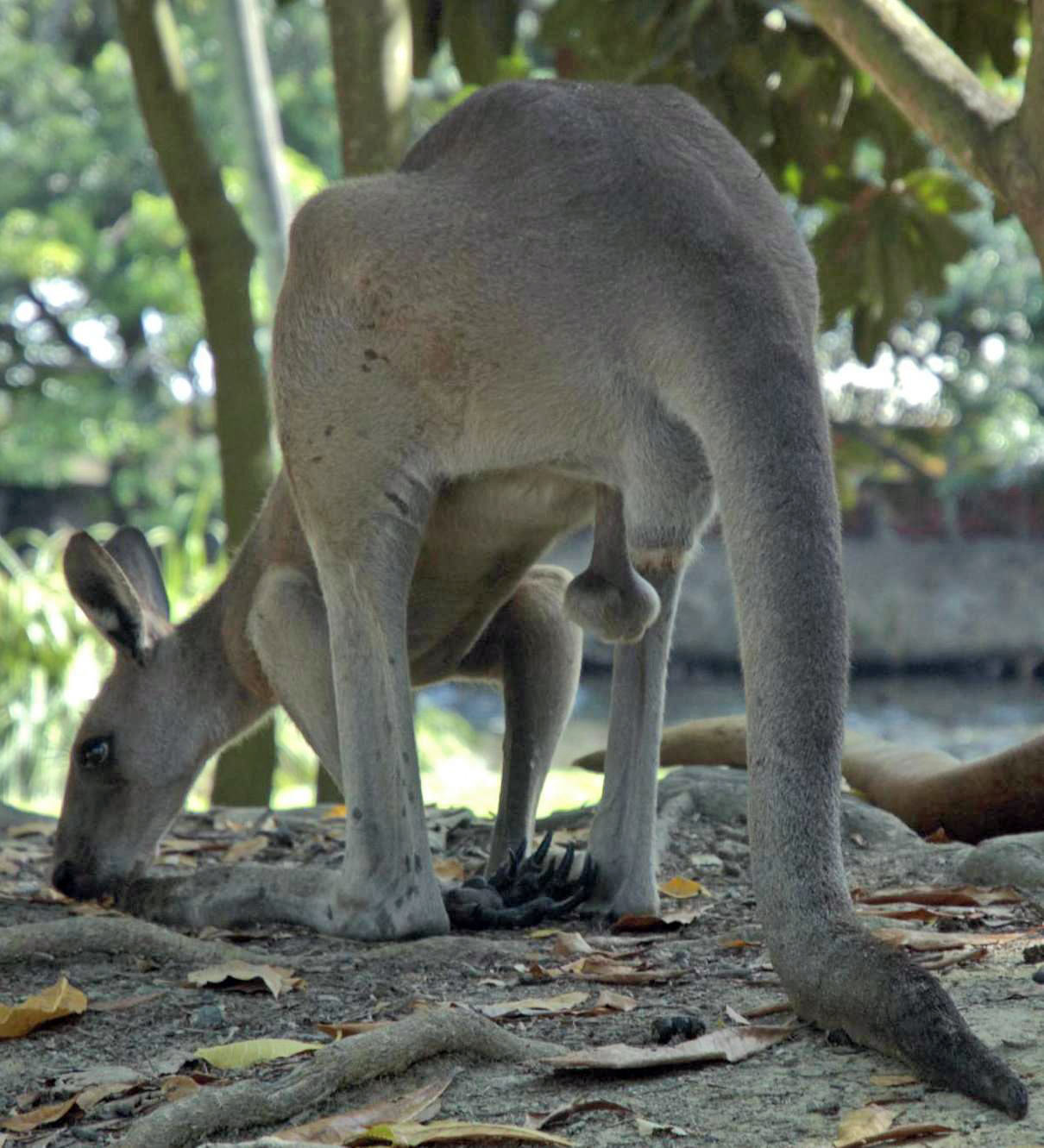
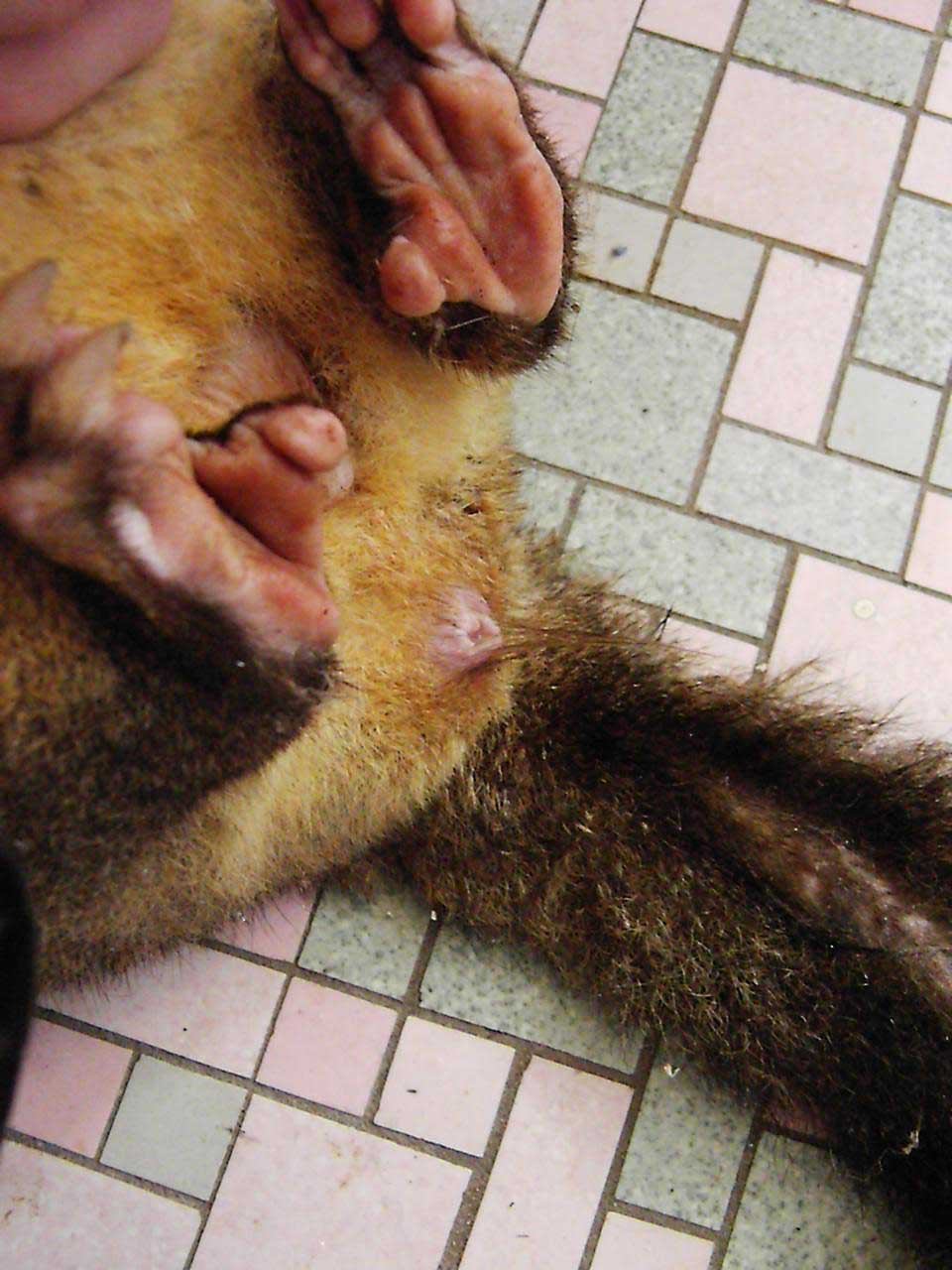

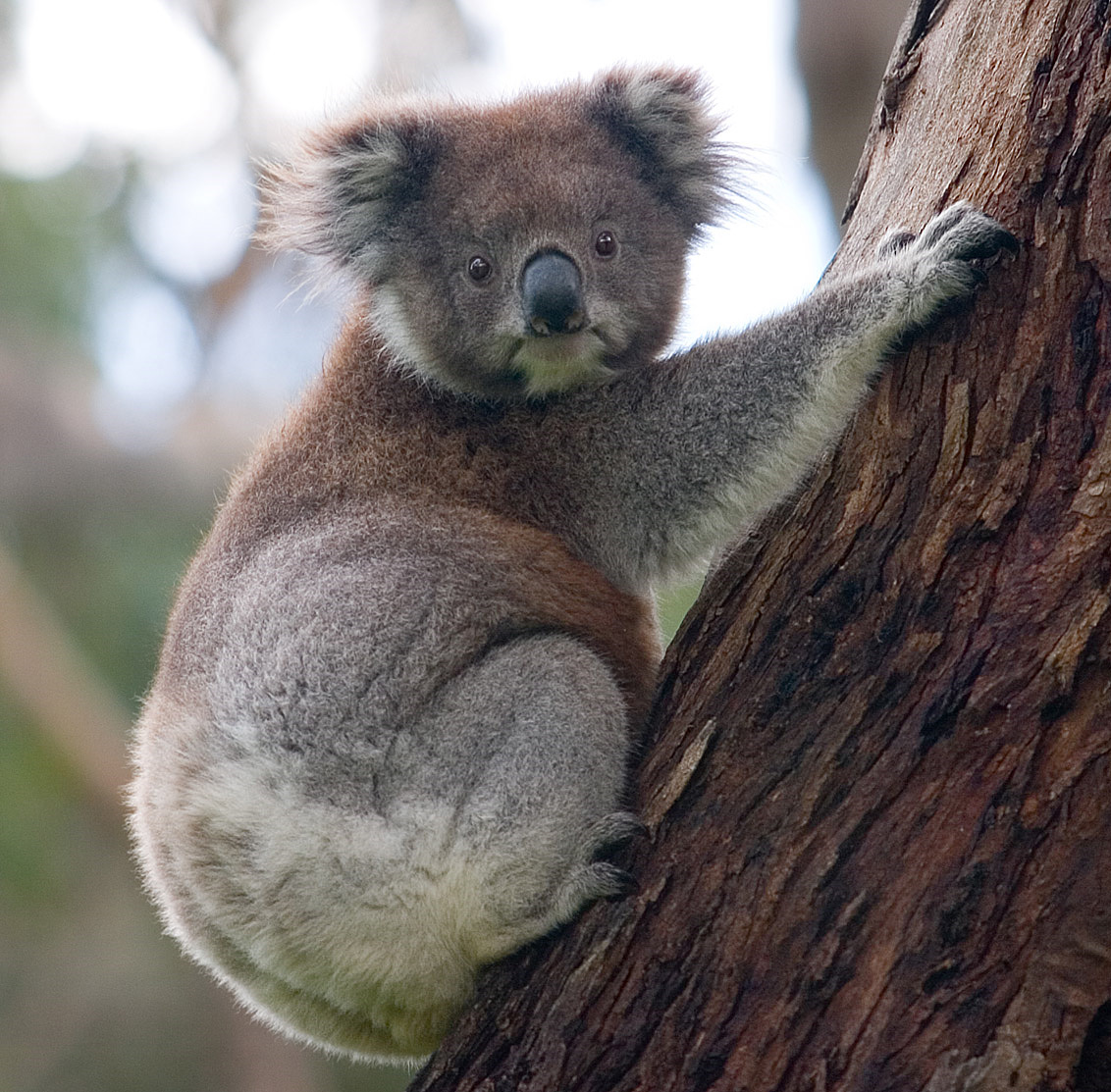
Koala (Phascolarctos cinereus)

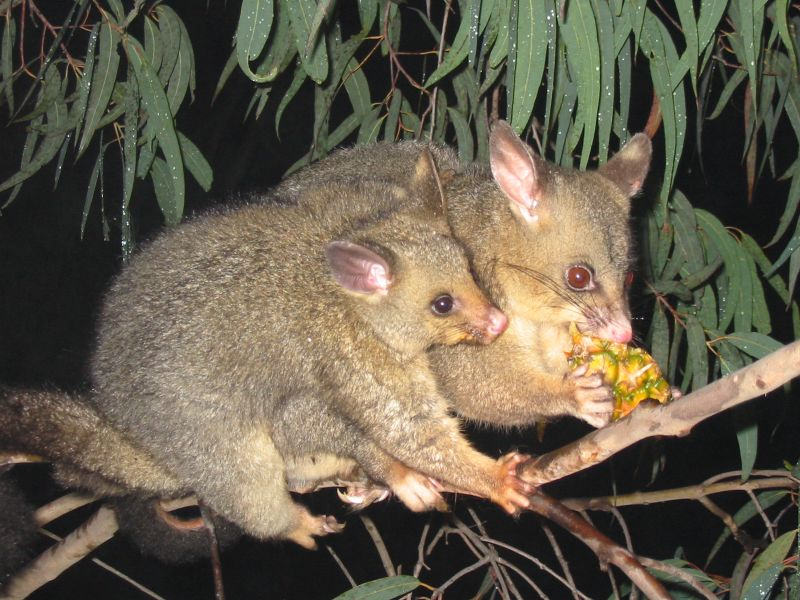
Trichosurus vulpecula

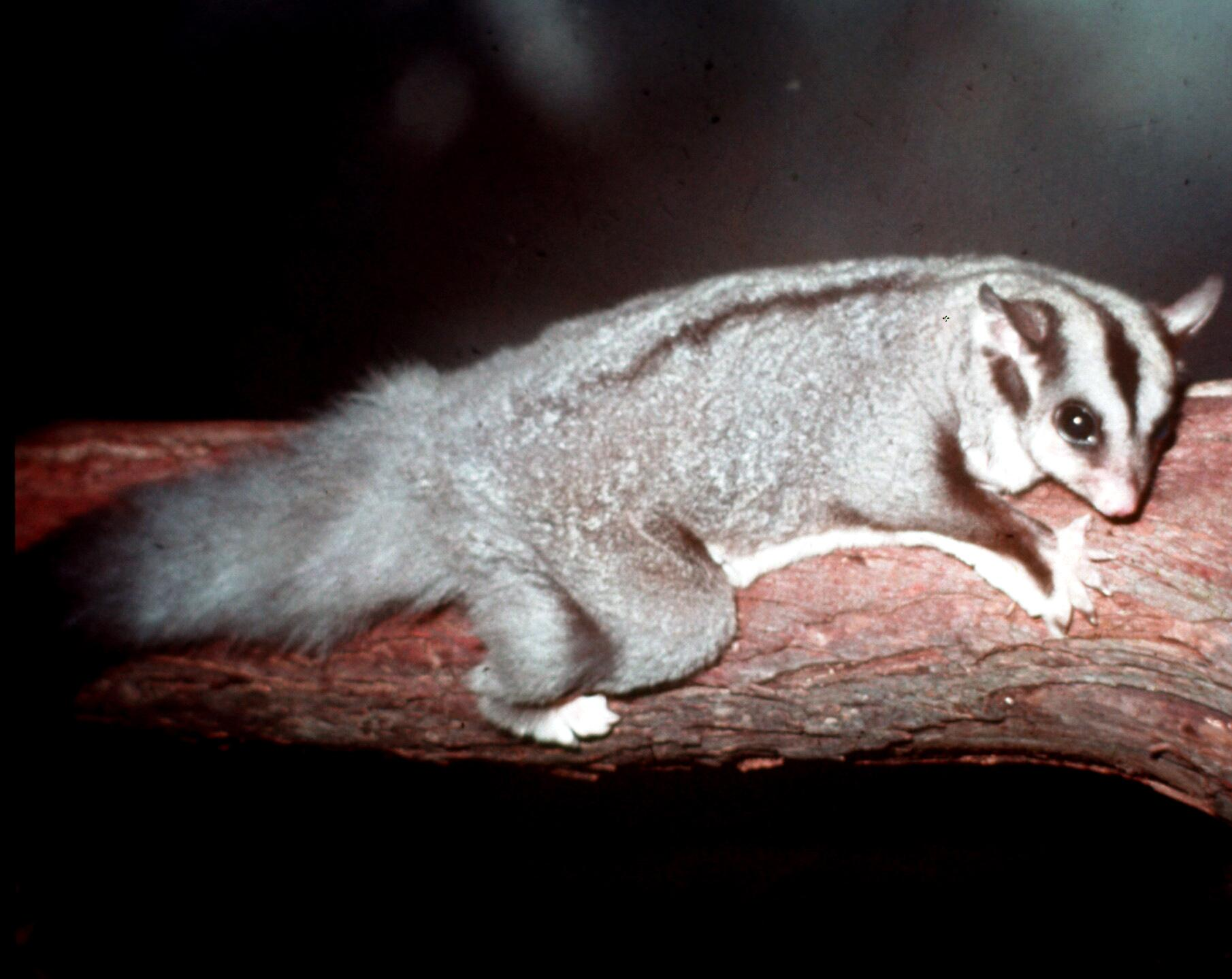
Petaurus breviceps